# Charles Sellon
Charles Sellon,   (Boston, 24 agosto 1870 – La Crescenta, 26 giugno 1937), è stato un attore statunitense.
Dai primi anni venti fino al 1935, apparve in oltre un centinaio di pellicole.

## Filmografia
- The Bad Man, regia di Edwin Carewe (1923)
- Woman-Proof, regia di Alfred E. Green (1923)
- South Sea Love, regia di David Selman (1923)
- Oro fluente (Flowing Gold), regia di Joseph De Grasse (1924)
- The Girl in the Limousine, regia di  Larry Semon, Noel M. Smith (1924)
- Lovers' Lane, regia di William Beaudine, Phil Rosen (1924)
- Merton of the Movies, regia di James Cruze (1924)
- The Roughneck, regia di Jack Conway (1924)
- Tramonto (Sundown), regia di Harry O. Hoyt e Laurence Trimble (1924)
- The Night Ship, regia di Henry McCarty (1925)
- On the Threshold, regia di Renaud Hoffman (1925)
- The Monster, regia di Roland West (1925)
- Private Affairs, regia di Renaud Hoffman (1925)
- Old Home Week, regia di Victor Heerman (1925)
- Il bolide n. 13 (The Lucky Devil), regia di Frank Tuttle (1925)
- Peste sulla neve (Tracked in the Snow Country), regia di Herman C. Raymaker (1925)
- The Calgary Stampede, regia di Herbert Blaché (1925)
- The Hug Bug, regia di Fred Guiol - cortometraggio (1926)
- High Steppers, regia di Edwin Carewe (1926)
- The Cow's Kimona, regia di Fred Guiol, James Parrott  - cortometraggio (1926)
- Racing Blood, regia di Frank Richardson (1926)
- Easy Payments, regia di Tom Buckingham - cortometraggio (1926)
- The Speeding Venus, regia di Robert Thornby (1926)
- Whispering Wires, regia di Albert Ray (1926)
- La casa degli spiriti (Easy Pickings), regia di George Archainbaud (1927)
- Il cavaliere misterioso (The Mysterious Rider), regia di John Waters (1927)
- Il re dei re (The King of Kings), regia di Cecil B. DeMille (1927)
- The Prairie King
- Love Me and the World Is Mine
- Painted Ponies, regia di Reeves Eason (1927)
- The Valley of the Giants, regia di Charles Brabin (1927)
- Tastatemi il polso (Feel My Pulse), regia di Gregory La Cava (1928)
- The Count of Ten, regia di James Flood (1928)
- La casa del terrore (Something Always Happens), regia di Frank Tuttle (1928)
- Ladro suo malgrado (Easy Come, Easy Go), regia di Frank Tuttle (1928)
- Don Giovanni in gabbia (Happiness Ahead), regia di William A. Seiter (1928)
- What a Night!
- Cercasi avventura (Bulldog Drummond), regia di F. Richard Jones e Leslie Pearce (1929)
- La studentessa dinamica (Hot Stuff), regia di Mervyn LeRoy (1929)
- The Girl in the Glass Cage, regia di Ralph Dawson (1929)
- The Gamblers, regia di Michael Curtiz (1929)
- Rondine marina (The Man and the Moment), regia di George Fitzmaurice (1929)
- Big News
- Lui, lei, l'altra (The Saturday Night Kid)
- Sweetie
- The Mighty
- The Vagabond Lover, regia di Marshall Neilan (1929)
- La corsa all'amore (Burning Up), regia di A. Edward Sutherland (1930)
- Men Are Like That, regia di Frank Tuttle (1930)
- Honey, regia di Wesley Ruggles (1930)
- Under a Texas Moon, regia di Michael Curtiz (1930)
- Il leone sociale (The Social Lion), regia di A. Edward Sutherland (1930)
- Tom Sawyer, regia di John Cromwell (1930)
- Penrod and Sam, regia di William Beaudine (1931)
- The Dark Horse, regia di Alfred E. Green (1932)
- Io sono un evaso (I Am a Fugitive from a Chain Gang), regia di Mervyn LeRoy (1932)
- Guerra bianca (Employees' Entrance), regia di Roy Del Ruth (1933)
- Hoop-La, regia di Frank Lloyd (1933)
- Baby Face, regia di Alfred E. Green (1933)
- Che bel regalo (It's a Gift), regia di Norman Z. McLeod (1934)
- La mascotte dell'aeroporto (Bright Eyes), regia di David Butler (1934)